# Herczegh Mihály
Zilahi és székcsői Herczegh Mihály (Hódmezővásárhely, Csongrád megye, 1840. március 24. – Budapest, 1926. március 24.) magyar jogi doktor, egyetemi tanár, királyi udvari tanácsos.

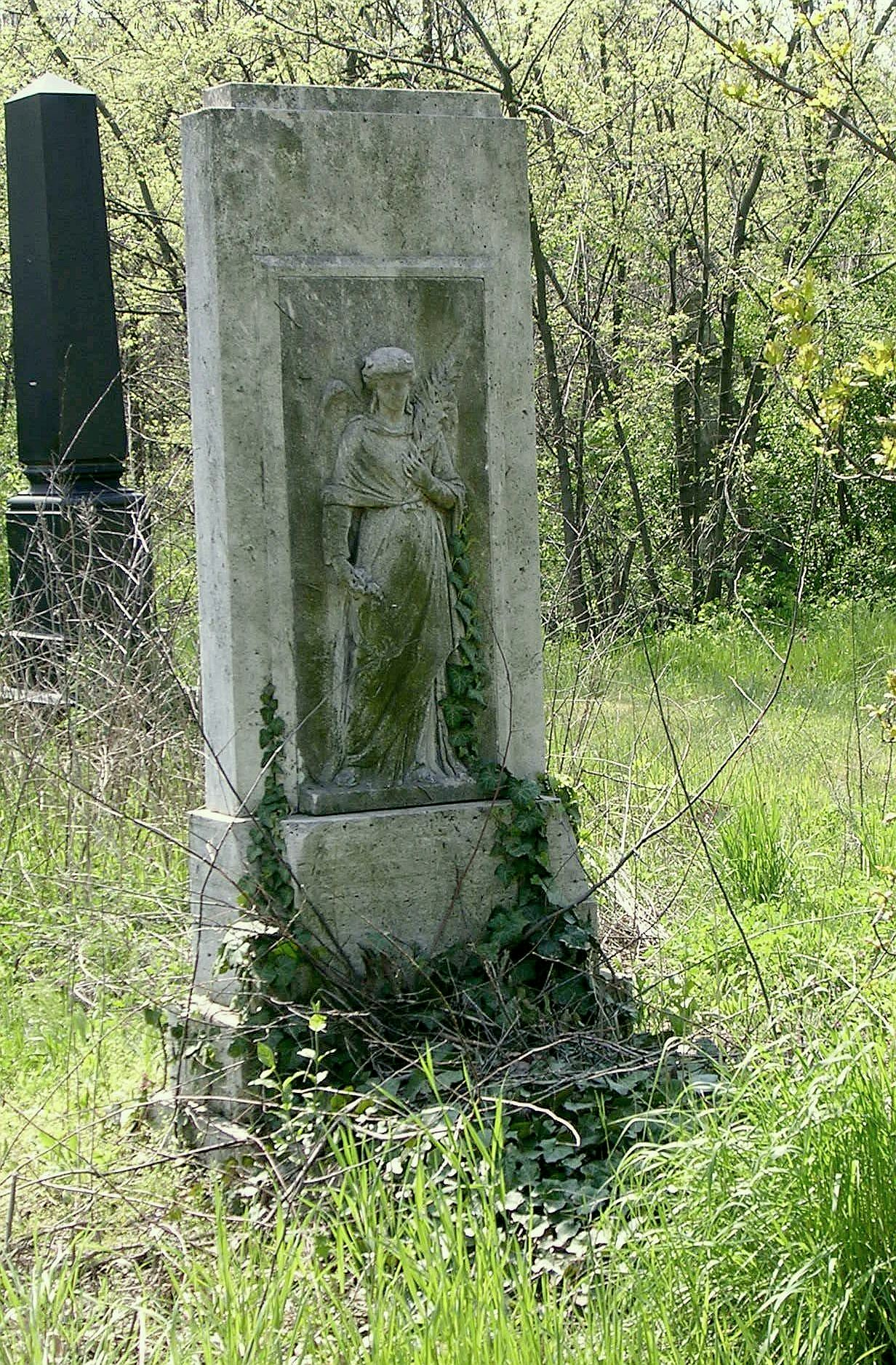
Sírja a Fiumei úti sírkertben (39-1-28)

## Élete
Ősrégi magyar nemes családban született, mely anyai ágon rokonságban állt Werbőczy István jogtudóssal és kancellárral. A gimnázium alsó négy osztályát Hódmezővásárhelyen a Bethlen Gábor Református Gimnáziumban, a felsőbbeket szegedi a Dugonics András Piarista Gimnáziumban. 1858-ban, a jog- és államtudományi tanfolyamot pedig a pesti egyetemen 1862-ben végezte. Ekkor bírói, 1863-ban államtudományi vizsgát tett és 1864-ben ügyvédi oklevelet szerzett, május 1-én pedig jogi doktorrá avatták. Melczer István királyi személynök 1863. február 3-án kinevezte a pesti magyar királyi ítélőtáblához rendes joggyakornoknak, ahol 1865 január elejéig működött és ez idő alatt részben ügyvédi gyakorlattal is foglalkozott.
Innét Fejér megyébe választották meg aljegyzőnek, ahol a bűnvádi s közigazgatási ügyeken kívül főleg a törvénykezési ügyekkel foglalkozott (akkor még nem lévén elkülönítve a közigazgatás a törvénykezéstől). Székesfejérvárról 1865 szeptember végén az akkor újra megnyitott pécsi jogakadémiához nevezték ki az észjog, enciklopédia és a római jog tanárának. 1868-ban a győri jogakadémián a magyar magánjog és törvénykezés tanára lett. 1870. május 18-tól a pesti egyetemen a polgári törvénykezés és egyúttal a magyar magánjog rendes tanára volt.
Elhunyt 1926. március 24-én este 7 órakor, élete 88., házassága 57. évében. Örök nyugalomra helyezték 1926. március 26-án délután a Kerepesi úti temetőben a római katolikus egyház szertartása szerint. Neje Szávits Júlia volt.
Cikkei a Széchenyi Emlékkönyvben (1861. A magyar nemzet tűzpróbái), a Jogtudományi Közlönyben, (1869. A köztörvényi elbirtoklás mai érvény szerint, 1873. A házassági vagyonjog Magyarországban, 1875. Az ügyvédség világtörténeti fejlődése, könyvism., 1876. Az ősiségi pátens 9. §-a, A semmítőszék határozatainak hatályáról, 1883. A végrendelet külkellékeinek kérdéséhez, A katholikus főpapok végrendelkezési joga Magyarországon, dr. Wlassich Gyulával együtt, 1884. könyvism., 1886. A kiskorúak terhes szerződései, 1889. A jogi szakoktatás, 1890. A járásbirósági hatáskör kiterjesztése), a Nemzetben és Magyar Újságban (politikai cikkek) jelentek meg.
A jog, a Jogi szemle, az Ügyvédek lapja, a Magyar Jogászegyleti Értekezések, a Magyar Igazságügy című folyóiratokban szintén jelentek meg tanulmányai.
Gyakorlati munkái fontos segédkönyvnek számítottak az ekkor még nagy részben kodifikálatlan törvénykezési szabályok alkalmazásával kapcsolatban. Herczegh Mihály részt vett társadalmi mozgalmakban is, az Országos nemzeti szövetség munkásügyi és nemzetiségi mozgalmában is közreműködött, mint a szövetség igazgatósági elnöke. Emellett vidéki nemzeti szövetségek kialakításában is részt vállalt.

## Munkái
- Magyar polgári törvénykezési rendtartás: 1868: 54. t. cz. : folytonos tekintettel a vonatkozó felsőbb rendeletekre, a Magy. Kir. Curia Semmitőszékének elvi jelentőségű határozataira, nem különben a Magyar- és Erdélyországi korábbi törvények és törvényszéki gyakorlatra. Pest: Heckenast, 1871. (2. átalakított kiadás. Bpest, 1882-84. Két kötet. 3. átalak. k. Pest. 1885., 4. jav. kiadás. Pest, 1891.), 687 p.
- A magyar kir. Curiának mint semmítő és legfőbb ítélőszéknek határozatai: a polgári törvénykezési rendtartás (1868:54. tcz.) §§-ai szerint. Pest; Pest-Buda: Ráth Mór, 1871-1873. 503 p.
- A csődtörvénykezés Magyarországban és Erdélyben. Összehasonlítólag tárgyalva és a vonatkozó felsőbb rendeletek, döntvények és irománypéldákkal ellátva. Pest, 1872
- A telekkönyvi rendtartás Magyarországban és Erdélyben, az új birósági szervezetre való tekintettel. Pest, 1872 (2. jav. és az 1861-77. évi telekkönyvi döntvényeknek bővített kiadása. Bpest, 1877. 3. jav. k. Pest, 1884., 4. jav. és bőv. k. Pest, 1891)
- Magyar családi és öröklési jog. Bpest, 1874 (2. átalakított kiadás. Bpest, 1885)
- A nyilvánosság és szóbeliség Magyarországon. Bpest, 1876. (Különny. a Jogtudományi Közlönyből.) Online
- A telekkönyvi rendtartás Magyarországban és Erdélyben: az ezt módosító és kiegészítő törvényekkel, felsőbb rendeletekkel, irománypéldákkal és egy függelékkel, mely a M. Kir. Curia 1862-1876. évi telekkönyvi döntvényeit tartalmazza a telekkönyvi rendtartás szakaszai szerint. Budapest: Eggenberger, 1877. (2. kiad.), VIII, 344 p.
- Magánjogi codificatiónk hajdan és most. Budapest: Zilahy, 1878. [4], 40 p.
- Magánjogi codificatiónk hajdan és most. Bpest, 1878 (Különny. a Jogtudományi Közlönyből)
- Függelék dr. H. M. magyar családi és öröklési jogához. Tartalmazza a munka első kiadása óta keletkezett idevonatkozó törvényeket s a m. k. Curia, illetőleg a hétszemélyes tábla és legfőbb ítélőszék családi és örökjogi döntvényeit. Bpest, 1878
- A magyar magánjog mai érvényében: az elmélet és gyakorlat igényeire való egyenlő tekintettel. I. kötet. A magyar magánjog általános része. Budapest: Eggenberger, 1880. IV, 298, [1] p.
- Magyar csődtörvény:1881: XVII. törvényczikk : az összehasonlító jogtudomány igényeinek lehető figyelembe vételével. Budapest: Franklin, 1882-1884
  - 1. rész: Anyagi jog. 1882. VIII, 175 p.
  - 2. rész: Alaki jog. 1884. IV, 177-342 p.
- Magyar polgári törvénykezési rendtartás: (1868: LIV, 1881: LIX, 1881: LX törvényczikk) : kapcsolatosan a váltó-, kereskedelmi és kisebb polgári peres ügyekben való eljárással, a bírói ügyvitellel, a vonatkozó hazai s részben külföldi jogforrásokkal, különösen pedig a M. K. Curia fontosabb elvi határozataival. Budapest: Franklin, 1882. VIII, 243 p.
- Az ági öröklés fentartása. Bpest, 1882. (Magyar Jogászegyleti értekezések 8.)
- Az örökjog alapelvei, a magyar polgári törvénykönyv tervezetében. Bpest, 1882 (M. Jogászegyleti értekezések 10.)
- A telekkönyvi rendtartás Magyarországban és Erdélyben: az ezt módosító és kiegészítő törvényekkel, felsőbb rendeletekkel, irománypéldákkal és a M. Kir. Curia 1862-1882. évig hozott és szakaszonként összeállított telekkönyvi döntvényeivel. Budapest: Eggenberger, 1883. VIII, 362 p.
- A magyar főrangú fiatalság társadalmi feladata. Bpest, 1883
- Emlékbeszéd 1882. nov. 12. néhai Baintner János fölött. Bpest, 1883
- Magyar családi és öröklési jog a vonatkozó újabb törvények-, felsőbb rendeletek- és egy döntvényfüggelékkel, mely a M. Kir. Curiának, úgyis mint hétszemélyes, úgyis mint legfőbb ítélőszéknek elvi határozatait tartalmazza. Budapest: Eggenberger, 1885. VII, 411 p.
- Magyar polgári törvénykezési rendtartás:(1868: LIV, 1881: LIX, 1881: LX törvényczikk) : kapcsolatosan a váltó-, kereskedelmi és kisebb polgári peres ügyekben való eljárással, a bírói ügyvitellel, a vonatkozó hazai s részben külföldi jogforrásokkal, különösen pedig a M. K. Curia fontosabb elvi határozataival. Budapest: Franklin, 1885. VIII, 652 p.
- A polgári biróságok szervezése. Bpest, 1886 (M. Jogászegyleti Értekezés)
- Plósz Sándor törvényjavaslata a föllebbvitelről a sommás eljárásban:vélemény. Budapest: Pallas Részvénytársaság Nyomdája, 1890. 65, f1] p.
- A telekkönyvi rendtartás Magyarországban és Erdélyben: az ezt módosító és kiegészitő törvényekkel, felsőbb rendeletekkel, irománypéldákkal és a M. Kir. Curia 1862-1890. évig hozott és szakaszonként összeállitott telekkönyvi döntvényeivel s egy függelékkel, mely a telekkönyvi hatóságnak végrehajtási teendőit tartalmazza. Budapest: Eggenberger, 1891. 534 p.
- Magyar dologbeli és kötelmi jog. Budapest: Eggenberger, 1892. IV, 311 p.
- Magyar sommás eljárás és fizetési meghagyás:1893: XVIII. és XIX. törvényczikkek : az országgyűlési előmunkálatok felhasználásával (1893: XVIII., XIX. t.-cz.) Budapest: Franklin, 1894. XVI, 355 p.
- Egyház és idealizmus, felolvastatott a kath. körben 1894. jan. 17. Bpest, 1894
- Magyar örökösödési eljárás:1894: XVI. t.cz. : az országgyűlési előmunkálatok felhasználásával (1894: XVI. t.-cz.) Budapest: Franklin, 1895. VII, 223 p.
- Magyar polgári törvénykezési rendtartás: 1868: LIV; 1881: LIX, LX; 1893: XVIII, XIX. törvényczikk : kapcsolatosan a váltó-, kereskedelmi és kisebb polgári peres ügyekben való eljárással, bírói ügyvitellel, a vonatkozó hazai s részben külf. jogforrásokkal, különösen pedig a M. Kir. Curia fontosabb elvi határozataival. Budapest: Franklin, 1896. 854 p.
- Magyar házassági jog: 1894: XXXI. törvényczikk : szentesítve 1894 deczember 9-én, kihirdetve 1894 deczember 18-án : a hazai és külföldi jogforrások, törvényjavaslatok és országgyűlési előmunkálatok felhasználásával. Budapest: Pallas irod. és nyom. r.t. 1896. VIII, 284 p.
- Társadalmi, munkásügyi és nemzetiségi feladataink. Budapest: Pátria, 1899. 67 p.
- A telekkönyvi rendtartás Magyarországban és Erdélyben: az ezt módosító és kiegészítő törvényekkel, felsőbb rendeletekkel, döntvényekkel és irománypéldákkal.
- Magyar polgári törvénykezési rendtartás: 1868 : LIV, 1868 : LIX, 1884 : LX, 1893 : XVIII. 1893 és : XIX. 1893 törvényczikk. Budapest: Franklin, 1901. 879 p.
- Telekkönyvi döntvények és végrehajtások 1861─1901-ig szakok szerint összeállítva segédkönyv a telekkönyvi és végrehajtási törvény- illetve rendeletekhez. Budapest: Athenaeum, 1901. IV, 335 p.
- Magyar jogtörténet: kapcsolatosan az európai jogtörténettel. Budapest: Politzer, 1902. VII, 470, [1] p.
- A párbaj keletkezése és csökkenése: különös tekintettel az Országos Békeegyesület és az Egyetemi Békeszövetségre. Budapest: Politzer Zsigmond és fia, 1903. 31 p.
- A magyar államnyelv jogai: a törvényhozó és kormányzó hatalom körében a honfoglalástól mostanáig : forrástanulmányok alapján. Budapest: Franklin, 1904. 198 p.